# Clima semitropical húmedo

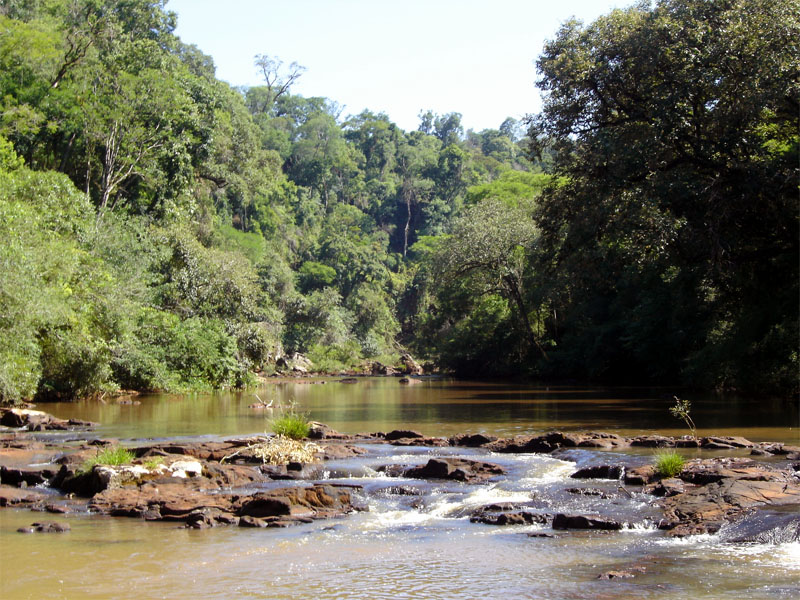
Mata atlántica en la cuenca del río Alto Paraná, ecosistema característico del clima semitropical húmedo.

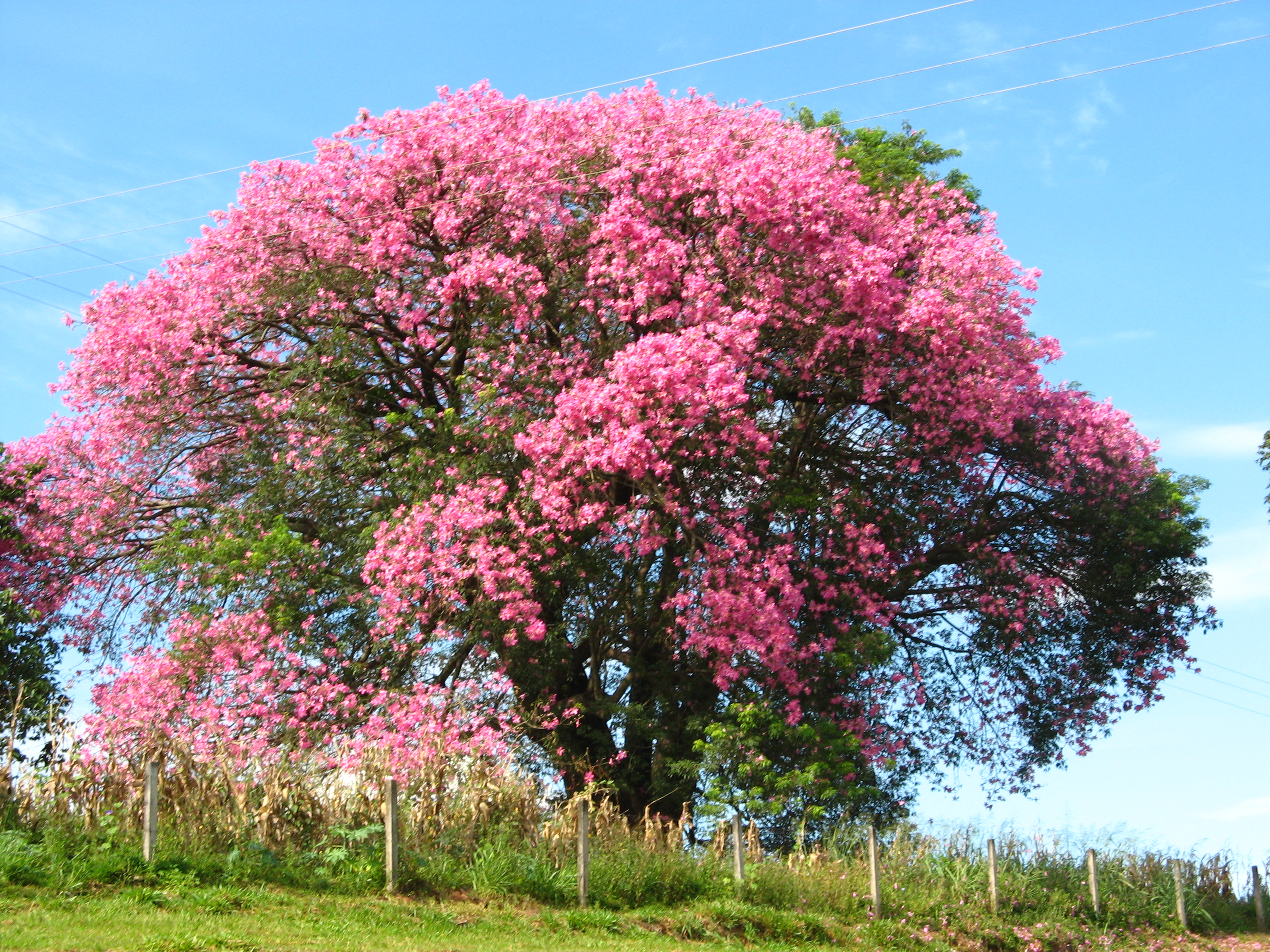
Palo borracho rosado, ejemplo de árbol característico de los climas semitropical húmedo y semiestépico.

El clima semitropical húmedo es una variante cálida del clima subtropical húmedo, relacionándose también con otros climas semitropicales. Las áreas con clima semitropical húmedo generalmente se encuentran del lado oriental de los continentes americano y africano, y a la latitud de los trópicos, con áreas en ambos hemisferios, pero ocupan mayor superficie en el hemisferio Sur.

## Clasificación

### Definición térmica
Al clima semitropical húmedo, según la clasificación climática de Papadakis, se lo incluye dentro de los climas de tipo semitropical de los subtropicales, es decir, le asigna el número climático 4. Para que sea clima semitropical debe combinar por un lado que el mes más frío sea: «m», «n», «o», «M», «N», «O», y por el otro que el número térmico (comparación entre los meses más fríos versus los más cálidos) sea: «8».   
- mes más frío «m»: Mínima extrema absoluta media: entre -2.5 y 0 °C; mínima media: superior a 8 °C; máxima media: entre 21 y 25 °C. Ejemplo: Roque Saenz Peña, Argentina.
- mes más frío «n»: Mínima extrema absoluta media: entre 0 y 2 °C; mínima media: superior a 8 °C; máxima media: entre 21 y 25 °C. Ejemplo en este clima: Ciudad del Este, Paraguay.
- mes más frío «o»: Mínima extrema absoluta media: entre 2 y 7 °C; máxima media: entre 21 y 25 °C. Ejemplo en este clima: Pedro Juan Caballero, Paraguay.
- mes más frío «M»: Mínima extrema absoluta media: entre -2.5 y 0 °C; máxima media: superior a 25 °C. Ejemplo en este clima: Encarnación, Paraguay.
- mes más frío «N»: Mínima extrema absoluta media: entre 0 y 2 °C; máxima media: superior a 25 °C. Ejemplo: Bela Vista, Brasil.
- mes más frío «O»: Mínima extrema absoluta media: entre 2 y 7 °C; máxima media: superior a 25 °C. Ejemplo: Puerto Casado, Paraguay.
- número térmico «8»: Promedio de las máximas medias de los 6 meses más cálidos: superior a 25 °C; mínima extrema media durante 4 meses y medio o más: superior a 7 °C; mínima media en por lo menos 1 mes: inferior a 18 °C. Ejemplo en este clima: Miami, Estados Unidos.

Dentro de los semitropicales, las precipitaciones, tanto su cantidad como la distribución a lo largo del año, además del tipo de verano, indicarán si a una localidad le corresponde el tipo climático semitropical húmedo (número climático: 4.4). Para ello, el régimen hídrico debe de ser monzónico lluvioso, o húmedo (las precipitaciones anuales deben superan a la evapotranspiración potencial, y ningún mes será seco.

### Clasificación según Köppen
En la clasificación climática de Köppen, al clima semitropical húmedo se lo incluye dentro de los climas del tipo Templado/Mesotermal (letra «C»).

## Características
Las áreas con clima semitropical húmedo cuentan con muchas de las características del clima subtropical húmedo, pero en ellas la vernalización invernal no es suficiente, por lo que los cultivos con necesidades criófilas sufren o sólo se hacen empleando variedades de bajo requerimiento de frío. Como resultado, estas regiones presentan tanto las desventajas de los climas tropicales (vernalización exigua), como las desventajas de los climas subtropicales (inviernos con heladas).

## Regiones con clima semitropical húmedo
El clima semitropical húmedo se encuentra en América del Norte, en la mitad sur de la península de Florida, en el sudeste de los Estados Unidos.

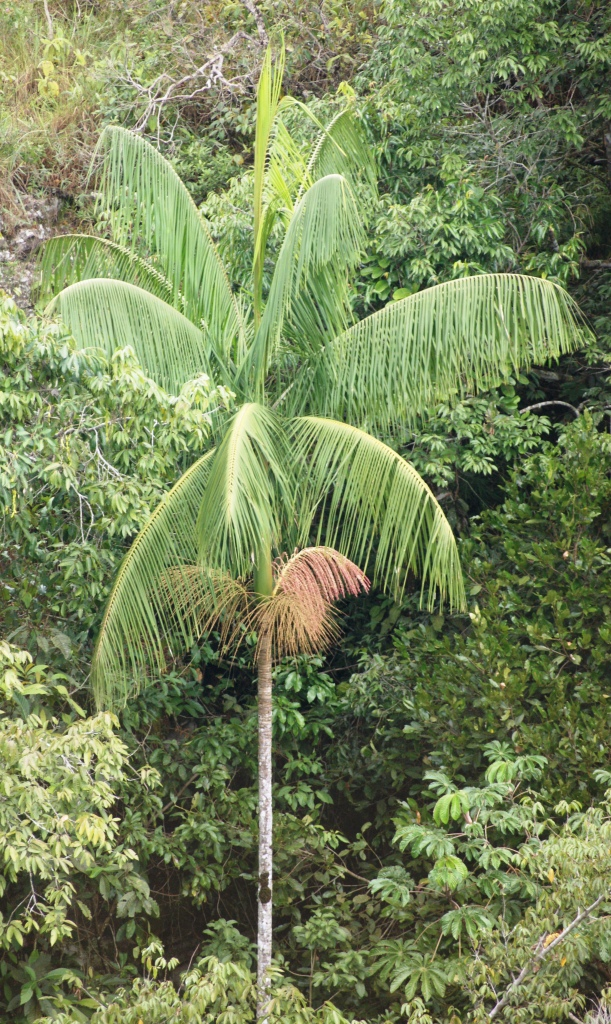
Palmito, ejemplo de árbol característico del clima semitropical húmedo.

En América del Sur, y haciendo eje en el río Alto Paraná, se encuentra en el sudeste de Brasil en el sudeste del estado de Mato Grosso del Sur, y el oeste del estado de Paraná; en el este de Paraguay; y en el noreste de Argentina, en las localidades de menor altitud de Misiones y en el nordeste de la provincia de Corrientes, corriendo hacia el sur por las costas del río Uruguay.

En África, sólo se distribuye en un sector de la costa este de Sudáfrica.

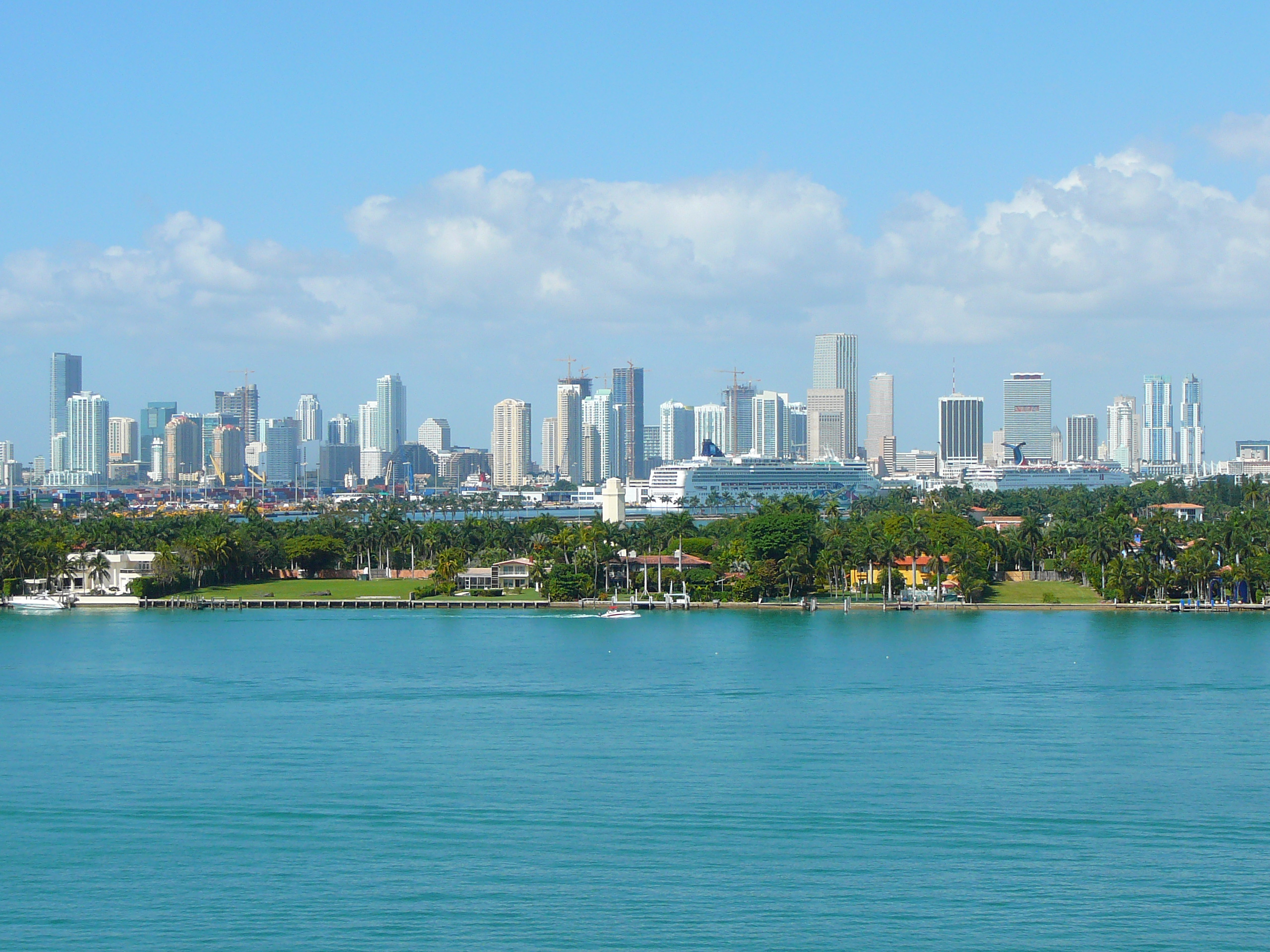
Una ciudad con clima semitropical húmedo: Miami, Estados Unidos.

### Localidades
- Santo Tomé, Corrientes,  Argentina
- Gobernador Virasoro, Corrientes, Argentina
- Wanda, Misiones, Argentina
- Puerto Iguazú, Misiones, Argentina
- Posadas, Misiones, Argentina
- El Dorado, Misiones, Argentina
- Apóstoles, Misiones, Argentina
- Concepción de la Sierra, Misiones, Argentina
- Puerto Rico, Misiones, Argentina
- Montecarlo, Misiones, Argentina
- San Javier, Misiones, Argentina
- Campo Grande, Mato Grosso del Sur,  Brasil
- Dourados, Mato Grosso del Sur, Brasil
- São Borja, Río Grande del Sur, Brasil
- Cascavel, Paraná, Brasil
- Foz do Iguaçu, Paraná, Brasil
- Miami, Florida,  Estados Unidos
- Encarnación, Itapúa,  Paraguay
- Salto del Guairá, Canindeyú, Paraguay
- Ciudad del Este, Alto Paraná, Paraguay
- Caazapá, Caazapá, Paraguay
- Villarrica, Guairá, Paraguay
- Pedro Juan Caballero, Amambay, Paraguay.
- Durban, KwaZulu-Natal,  Sudáfrica

| Parámetros climáticos promedio de Miami (MIA, 1961-1990)               | Parámetros climáticos promedio de Miami (MIA, 1961-1990) | Parámetros climáticos promedio de Miami (MIA, 1961-1990) | Parámetros climáticos promedio de Miami (MIA, 1961-1990) | Parámetros climáticos promedio de Miami (MIA, 1961-1990) | Parámetros climáticos promedio de Miami (MIA, 1961-1990) | Parámetros climáticos promedio de Miami (MIA, 1961-1990) | Parámetros climáticos promedio de Miami (MIA, 1961-1990) | Parámetros climáticos promedio de Miami (MIA, 1961-1990) | Parámetros climáticos promedio de Miami (MIA, 1961-1990) | Parámetros climáticos promedio de Miami (MIA, 1961-1990) | Parámetros climáticos promedio de Miami (MIA, 1961-1990) | Parámetros climáticos promedio de Miami (MIA, 1961-1990) | Parámetros climáticos promedio de Miami (MIA, 1961-1990) |
| Mes                                                                    | Ene.                                                     | Feb.                                                     | Mar.                                                     | Abr.                                                     | May.                                                     | Jun.                                                     | Jul.                                                     | Ago.                                                     | Sep.                                                     | Oct.                                                     | Nov.                                                     | Dic.                                                     | Anual                                                    |
| ---------------------------------------------------------------------- | -------------------------------------------------------- | -------------------------------------------------------- | -------------------------------------------------------- | -------------------------------------------------------- | -------------------------------------------------------- | -------------------------------------------------------- | -------------------------------------------------------- | -------------------------------------------------------- | -------------------------------------------------------- | -------------------------------------------------------- | -------------------------------------------------------- | -------------------------------------------------------- | -------------------------------------------------------- |
| Temp. máx. media (°C)                                                  | 24                                                       | 24.7                                                     | 26.2                                                     | 28                                                       | 29.6                                                     | 30.9                                                     | 31.7                                                     | 31.7                                                     | 31                                                       | 29.2                                                     | 26.9                                                     | 24.8                                                     | 28.2                                                     |
| Temp. media (°C)                                                       | 19.6                                                     | 20.3                                                     | 22.1                                                     | 24                                                       | 25.9                                                     | 27.4                                                     | 28.1                                                     | 28.2                                                     | 27.7                                                     | 25.7                                                     | 23.1                                                     | 20.6                                                     | 24.4                                                     |
| Temp. mín. media (°C)                                                  | 15.1                                                     | 15.8                                                     | 17.9                                                     | 19.9                                                     | 22.3                                                     | 23.9                                                     | 24.6                                                     | 24.8                                                     | 24.4                                                     | 22.3                                                     | 19.3                                                     | 16.4                                                     | 20.5                                                     |
| Lluvias (mm)                                                           | 51.1                                                     | 52.8                                                     | 60.7                                                     | 72.4                                                     | 157.7                                                    | 237.0                                                    | 144.8                                                    | 192.5                                                    | 193.8                                                    | 143.3                                                    | 67.6                                                     | 46.5                                                     | 1420.2                                                   |
| Días de lluvias (≥ 1 mm)                                               | 5.3                                                      | 4.6                                                      | 4.9                                                      | 4.5                                                      | 9.0                                                      | 13.8                                                     | 13.3                                                     | 15.0                                                     | 14.2                                                     | 10.9                                                     | 7.1                                                      | 4.5                                                      | 107.1                                                    |
| Horas de sol                                                           | 220.1                                                    | 217.5                                                    | 275.9                                                    | 294.0                                                    | 300.7                                                    | 288.0                                                    | 310.0                                                    | 288.3                                                    | 261.0                                                    | 260.4                                                    | 222.0                                                    | 217.0                                                    | 3154.9                                                   |
| Fuente: Organización Meteorológica Mundial (ONU) 25 de octubre de 2011 |                                                          |                                                          |                                                          |                                                          |                                                          |                                                          |                                                          |                                                          |                                                          |                                                          |                                                          |                                                          |                                                          |
| Fuente n.º 2: Hong Kong Observatory (sunshine hours)                   |                                                          |                                                          |                                                          |                                                          |                                                          |                                                          |                                                          |                                                          |                                                          |                                                          |                                                          |                                                          |                                                          |

## Vegetación
En América del Sur, las regiones con este clima presentan como vegetación dominante a la selva de la Mata atlántica. En el sector sur, con menores lluvias y suelos duros, se presenta una sabana con especies relacionadas con el Cerrado.